# San Lorenzo (departamento)
Departamento San Lorenzo é um departamento da província de Santa Fé, na Argentina.